# HD 20794 c
HD 20794 c est une exoplanète orbitant autour de l'étoile HD 20794, elle a été découverte en 2011.